# Арктинурус
Арктинурус (Arctinurus boltoni) — вид трилобітів, що мешкав в середині силуру. Ці трилобіти досягали близько 20 см у довжину, хоча нормальний дорослий панцира було близько 10 см. Він жив в помірно глибоких водах в субтропічних регіонах. Скам'янілості Arctinurus були знайдені в Європі та Північній Америці.